# Callilepis rukminiae
Callilepis rukminiae är en spindelart som beskrevs av Benoy Krishna Tikader och Gajbe 1977. Callilepis rukminiae ingår i släktet Callilepis och familjen plattbuksspindlar. Inga underarter finns listade.